# 清华园街道
清华园街道是中国北京市海淀区下辖的一个街道，位于海淀区中部偏东，1980年7月成立，受海淀区和清华大学双重领导，属于大院式街道。辖区主体为清华大学校园。

## 範圍

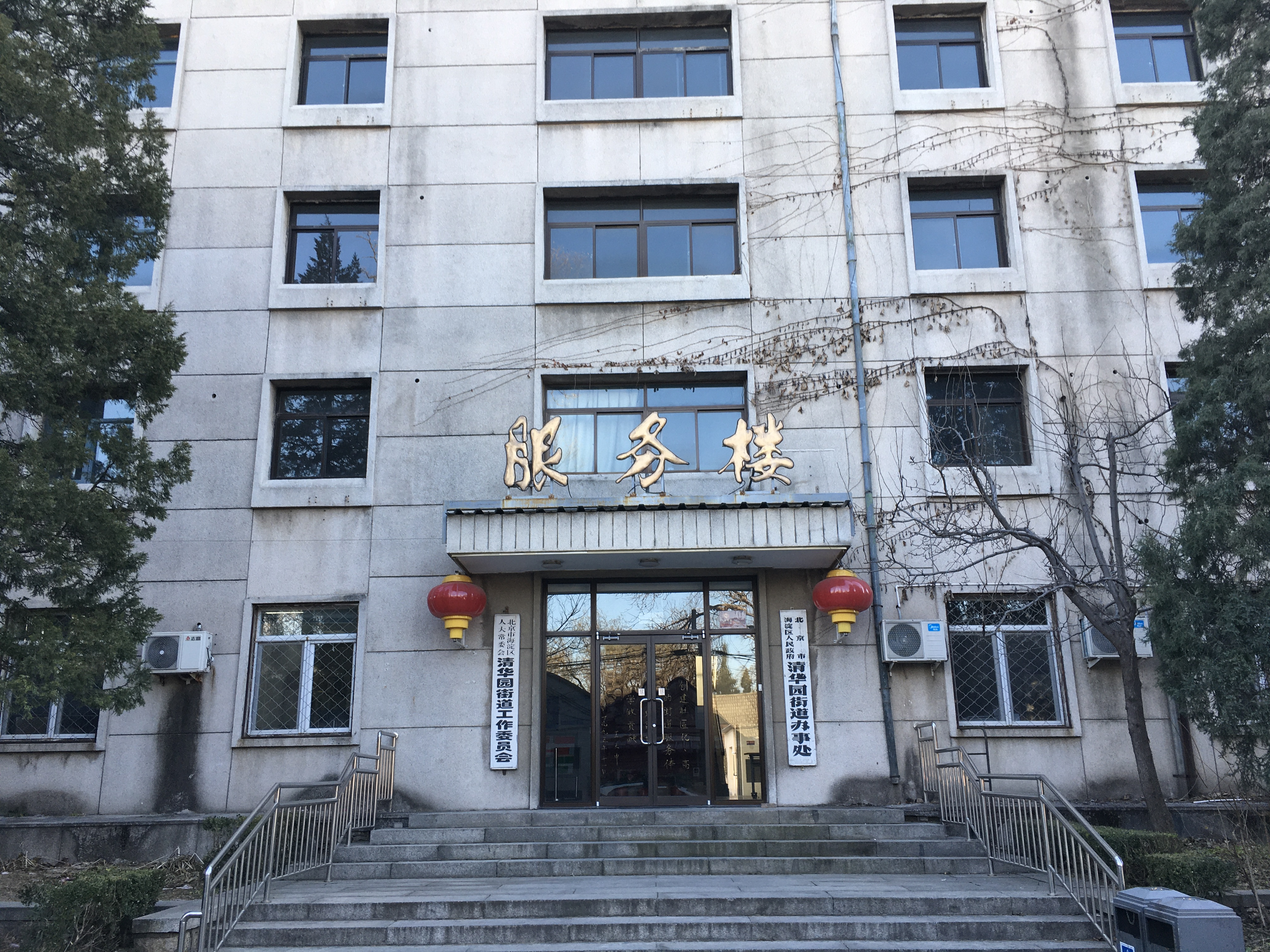
街道辦辦事處

辖区以清華校园围墙为界，南以成府路为界与中关村毗邻；东南以双清路为线与学院路街道接壤；东面以京張高鐵为界与东升地区办事处相邻；西隔清华南路、圆明园东路临近燕园街道、青龙桥街道；北以荷清路为界与青龙桥街道相邻。

## 概況
因主體是清華大學，高级知识分子密度高，有两院院士80多人，教授、副教授3000多人。辖区文化氛围浓厚，资源丰富，有大学图书馆、体育场、综合体育馆等资源共享，现代化信息通畅，有先进的网络系统，电脑普及率95%以上。
清华园经济以高科技术产业为龙头，大中小型企业不断发展。除清华同方、紫光股份有限公司等高新企业外，100万元以上的工业、商业、服务、建筑、房地产等企业已达150多个。校园内商业、服务业设施集中在教职工生活区，居民生活方便。
街道轄區内设有中学2所、小学1所、幼儿园1所和1所老龄大学，街道在1998年还成立了社区服务中心，内设家政服务、医疗部、老龄互助社和社区网络中心（24小时值班）；1991年开办的敬老公寓，1992年被评为“北京市一流敬老院”；地区内文化、体育、卫生设施都由清华大学兴办，負責居民的衣食住行，娱乐健身的各种需要。

## 行政区划
截止2023年，清华园街道共辖10个社区，分别是：
东楼社区、南楼社区、西楼社区、北区社区、中楼社区、西南社区、西北社区、蓝旗营社区、荷清苑社区、双清苑社区。